# Claut
Claut (Claut en frioulan) est une commune italienne d'environ 1 300 habitants de la province de Pordenone, dans la région autonome du Frioul-Vénétie Julienne. C'est une petite station de sports d'hiver des Dolomites frioulanes, classées UNESCO.

## Administration
| Période                                  | Période | Identité | Étiquette | Qualité |
| ---------------------------------------- | ------- | -------- | --------- | ------- |
|                                          |         |          |           |         |
| Les données manquantes sont à compléter. |         |          |           |         |

### Hameaux
Pinedo, Cellino di sopra, Cellino di sotto, Contròn, Matàn, Lesis, Creppi, Tùca.

### Communes limitrophes
Barcis, Chies d'Alpago, Cimolais, Erto e Casso, Forni di Sopra, Forni di Sotto, Frisanco, Pieve d'Alpago, Tramonti di Sopra.

## Personnalités liées à la commune
- Roger Grava (1922-1949), footballeur.